# Nowa Góra (Pieniny)
Nowa Góra (902 m n.p.m.) – drugi co do wysokości szczyt Pienin Właściwych i najwyższy szczyt Pienin Czorsztyńskich. Jest to wybitny szczyt o charakterystycznym kształcie ostrego stożka, wyraźnie wyróżniający się na tle innych szczytów Pienin. Znajduje się w głównym grzbiecie Pienin Czorsztyńskich, między Czołem a Kirową Skałką. Na Nowej Górze grzbiet ten załamuje się, wyraźnie uwypuklając się na południe. Podstawa szczytu znajduje się na wysokości ok. 730 m n.p.m. Góra zbudowana jest z twardych wapieni rogowcowych zaliczanych do serii pienińskiej. Od zachodniej strony jej stoki opadają do głębokiej doliny potoku Czarnego (górny bieg Macelowego Potoku), od wschodniej do wąwozu Za Kocioł (odgałęzienie Wąwozu Szopczańskiego).
Nazwa Nowa Góra pojawiła się na mapach już w 1822 r. Obecnie znajduje się w granicach wsi Sromowce Niżne w województwie małopolskim, w powiecie nowotarskim, w gminie Czorsztyn, na obszarze Pienińskiego Parku Narodowego (PPN) i nie jest udostępniona turystycznie.
Nowa Góra ma wyjątkowo kształtną sylwetkę i jest najwyższym i najbardziej wyróżniającym się szczytem Pienin Czorsztyńskich. Stwierdzono tutaj występowanie takich rzadkich w Polsce gatunków roślin, jak: ostrożeń głowacz, dwulistnik muszy, oset pagórkowy i kokorycz żółtawa. Nowa Góra jest niemal całkowicie porośnięta lasem, ale u jej podstawy po północnej stronie znajduje się polana Zakoczył. Dawniej na jej stokach i u podnóży były także polany Nowe, Pod Nową Górą i Kocił. Prywatni właściciele tych terenów zaprzestali jednak ich wypasania, nie opłacało im się także ich kosić, wskutek czego polany silnie zarosły chaszczami i lasem. Doprowadza to ginięcia roślin i zwierząt, dla których łąki są właściwym siedliskiem i do zmniejszenia bioróżnorodności. PPN stara się wykupywać te tereny. Polana Pod Nową Górą została przez PPN wykupiona, dzięki czemu prowadzone są na niej zabiegi ochrony czynnej; odkrzaczanie i koszenie.

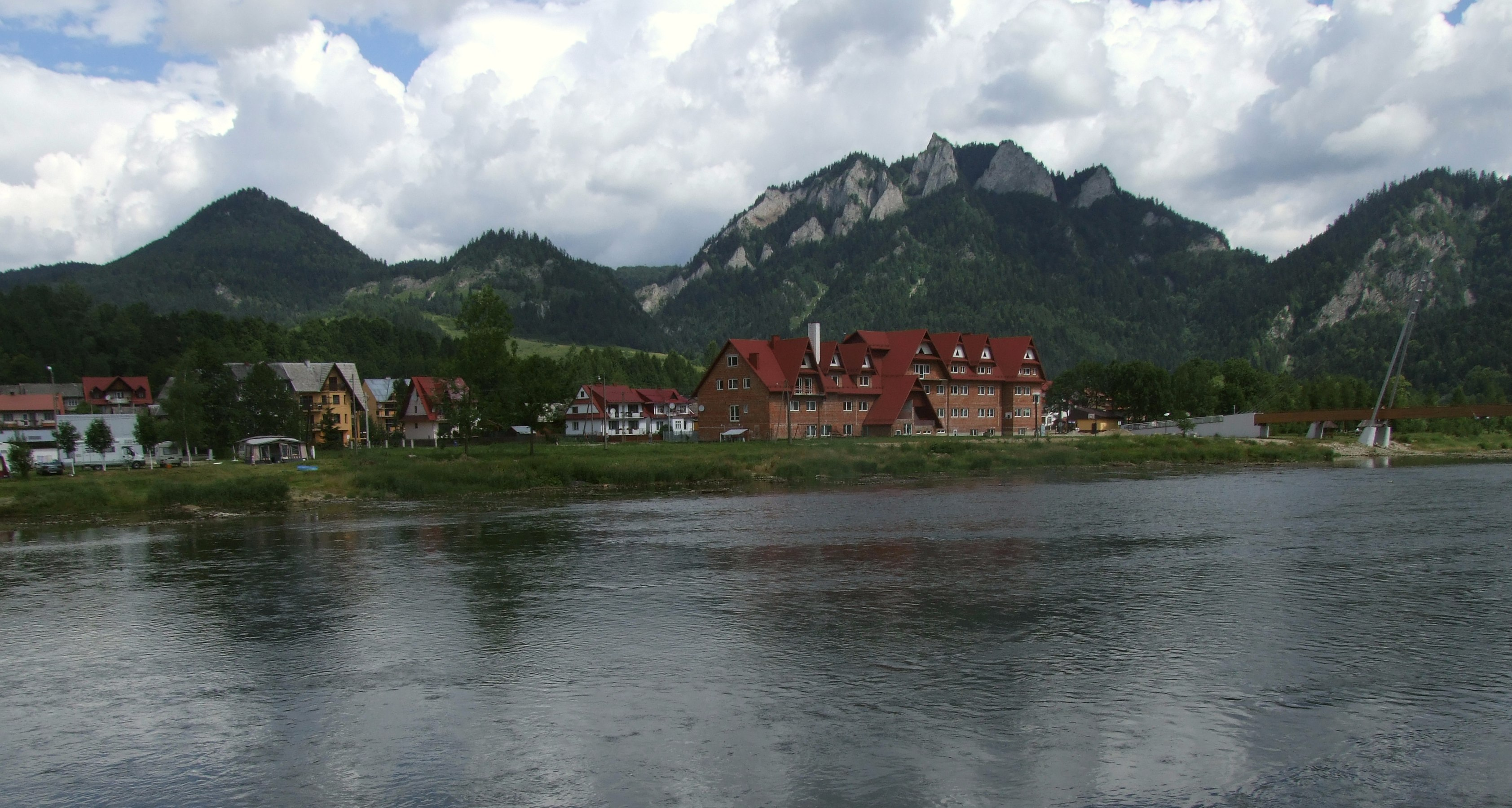
Od lewej: Nowa Góra, Podskalnia Góra, Trzy Korony, Facimiech
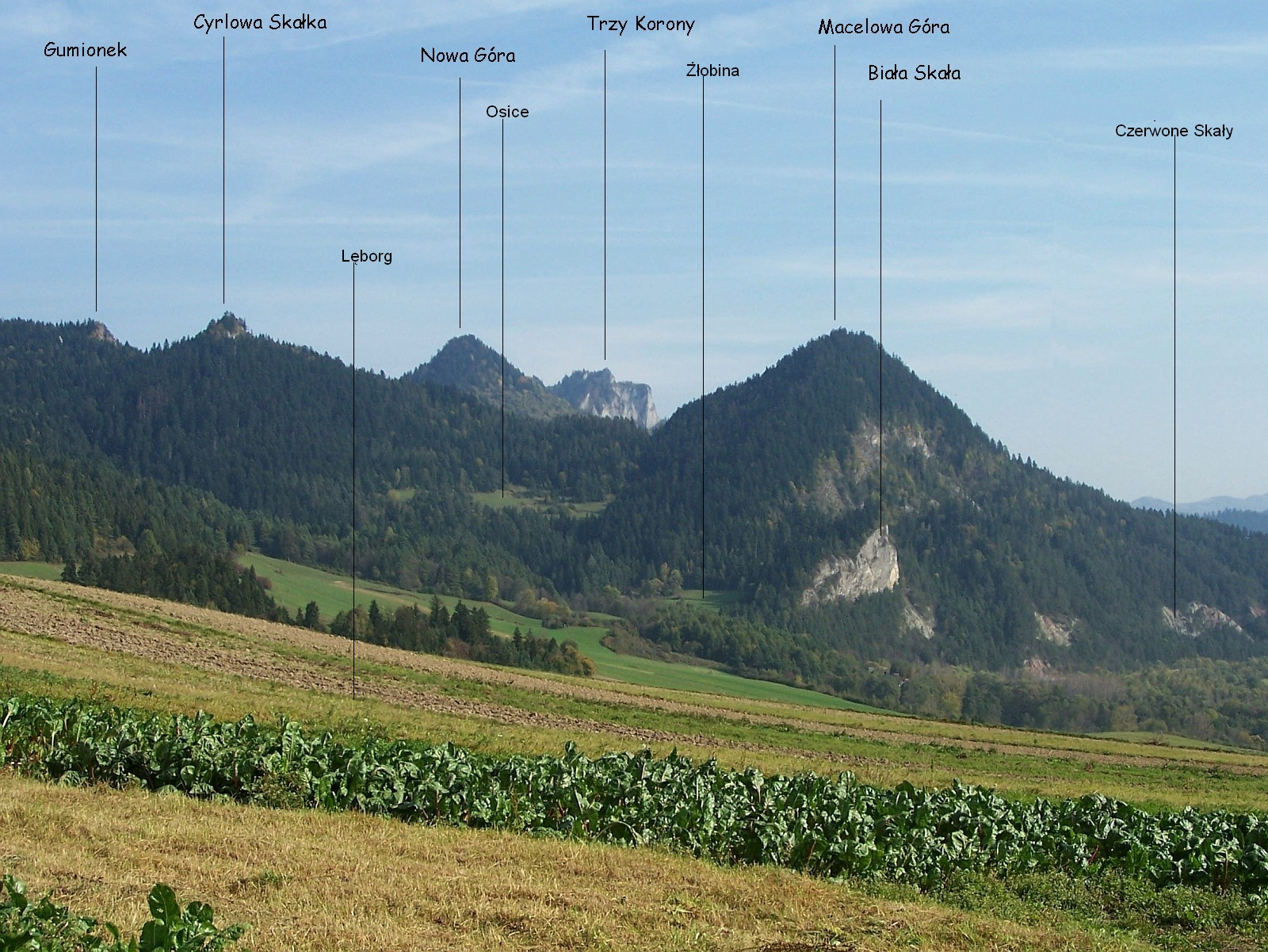
Widok z drogi przez Sromowce Wyżne
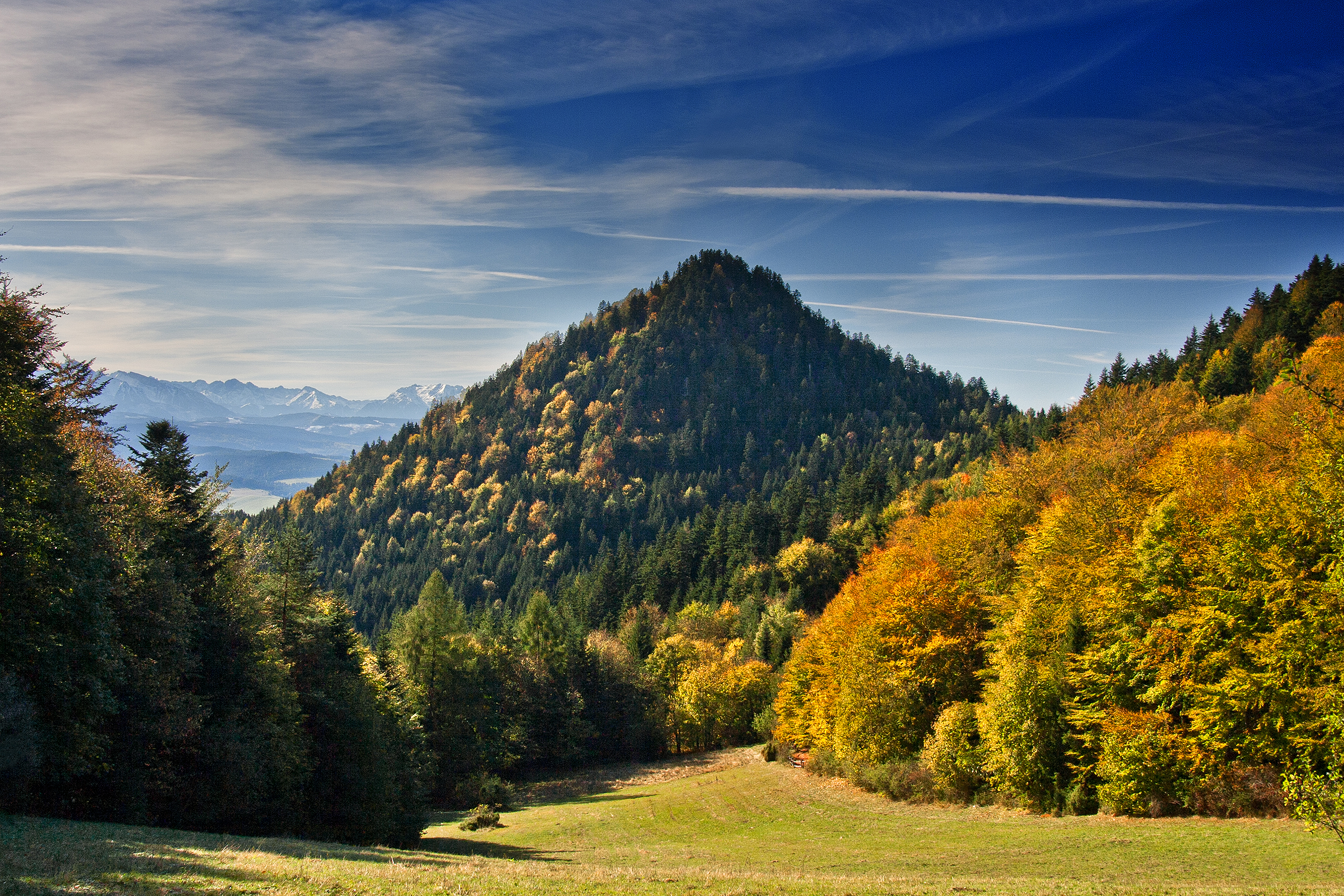
Widok z polany Szopka
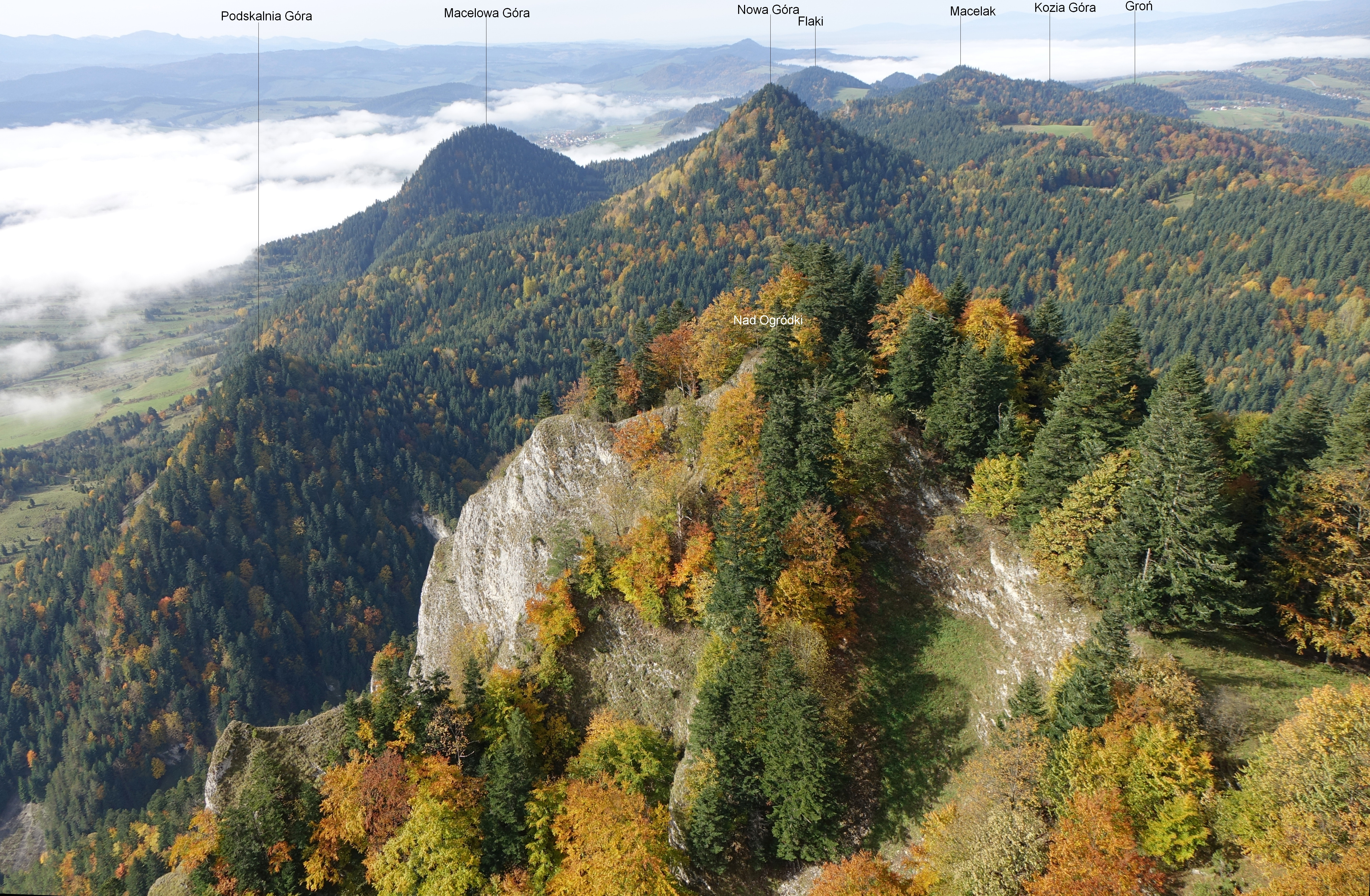
Widok z Trzech Koron
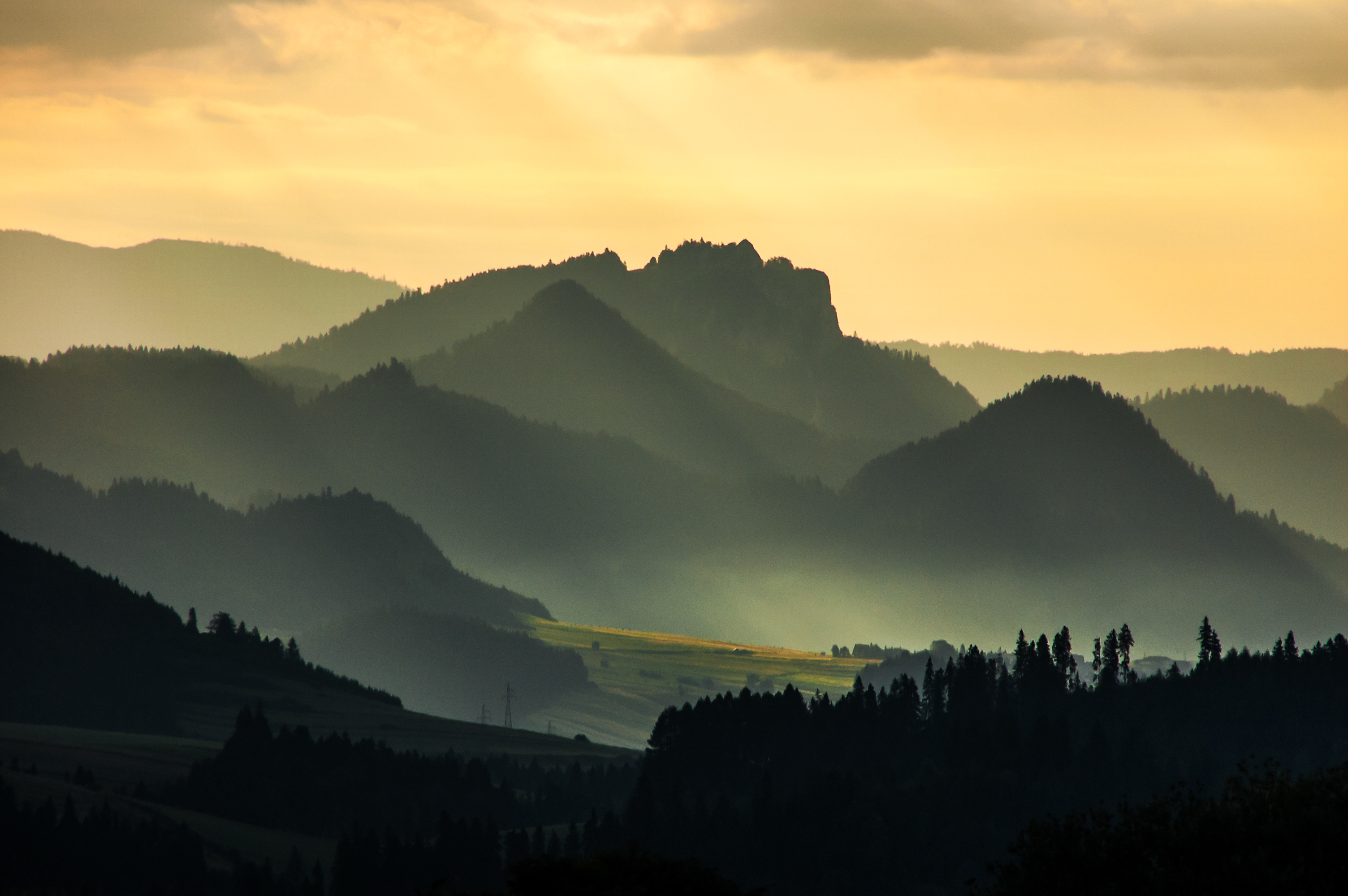
Widok spod Hombarku
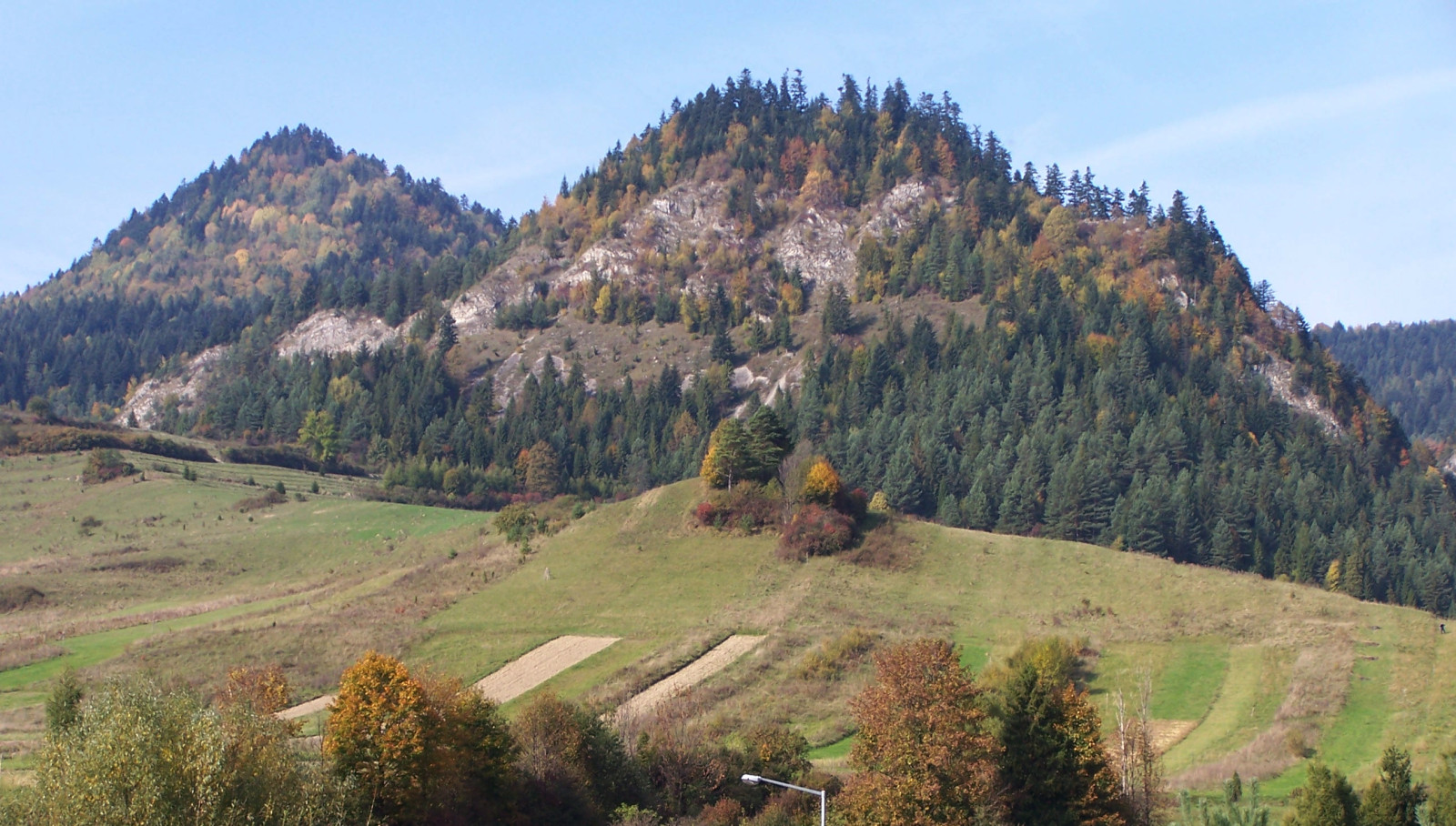
Nowa Góra i Podskalnia Góra